# Obdurodon insignis
Obdurodon insignis — викопний вид однопрохідних ссавців родини Качкодзьобові (Ornithorhynchidae). Obdurodon insignis мешкав у Південній Австралії протягом пізнього олігоцену. Був відкритий в 1975 році Майклом О. Вудборном і Діком Х. Тедфордом у формації Етудунна в пустелі Тірара.
Описаний по голотип, що являє собою лівий нижній корінний зуб, який знаходиться в музеї Південної Австралії в Аделаїді. Він має шість коренів. Було також встановлено, моляр M2 з чотирма горбиками і з фрагментом щелепи. Obdurodon insignis має також ікло (NC1) більше, ніж у його предка Steropodon galmani. Вважається, що дзьоб повинен бути відносно меншим, ніж у Obdurodon dicksoni.